# Ігнатьєв Лодіар Никифорович
Лодіар Никифорович Ігнатьєв (рос. Лодиар Никифорович Игнатьев; нар. 23 квітня 1936, Шемонаїха, Східноказахстанська область, КазАРСР, РРФСР — пом. 27 травня 2012, Алмати, Казахстан) — радянський хокеїст з м'ячем та футболіст, захисник; тренер з хокею з м'ячем, хокею на траві та футболу.

## Життєпис
Лодіар Ігнатьєв народився 23 квітня 1936 року в селищі Шемонаїха Східноказахстанської області Казакської АРСР (зараз місто в Казахстані).

### Кар'єра гравця
Грав у футбол та хокей з м'ячем на позиції захисника.
У футболі у 1963—1970 роках виступав у класі «Б» та чемпіонаті Казахської РСР за АДК з Алмати. Паралельно грав за АДК у чемпіонаті Казахської РСР з хокею з м'ячем. Обидві команди ставали чемпіонами республіки. Паралельно був спортивним інструктором Алма-Атинського домобудівного комбінату.
У хокеї з м'ячем у 1954—1958 роках грав за «Трудові резерви» з Караганди. У 1958—1962 роках захищав кольори алматинського «Буревісника» / СКІФу, 1962 року — кемерівського «Шахтаря», у 1963—1965 роках — алматинського «Динамо». 1968 року виступав за карагандинський «Автомобіліст», у 1973—1974 роках — за карагандинський «Ливарник». Провів у чемпіонатах СРСР не більше 96 матчів, відзначився щонайменше 19-ма м'ячами. 1959 року став чемпіоном Всесоюзних студентських ігор.

### Кар'єра тренера
Розпочав тренерську кар'єру у футболі: у 1968-1969 роках був тренером АДК. У 1967-1973 роках працював заступником директора спорткомплексу АДК.
У 1973—1975 роках тренував карагандинський «Ливарник», який виступав у хокеї з м'ячем.
У 1975—1980 роках тренував команди з хокею з м'ячем та хокею на траві алматинського «Динамо», досяг з ними значних успіхів. У хокеї з м'ячем «Динамо» у 1977 році виграло чемпіонат СРСР та Кубок європейських чемпіонів, а також тричі виборювало срібло чемпіонату країни (1976, 1978—1979). У хокеї на траві алматинці п'ять разів завойовували золото чемпіонату СРСР (1975—1979) та одного разу срібло (1980), 1977 року стали бронзовими призерами Міжконтинентального кубка. 1979 року під маркою збірної Казахської РСР «Динамо» виграло хокейний турнір літньої Спартакіади народів СРСР.
У 1980—1982 роках працював тренером та старшим тренером жіночої команди з хокею на траві «Колос» з Борисполя, у сезоні 1982 олку довів її до фіналу Кубка СРСР.
1983 року тренував «Динамо» з Ірпеня, яке виграло чемпіонат Української РСР з футболу. У 1983-1986 роках працював директором стадіону «Динамо» в Ірпені.
Майстер спорту СРСР з хокею з м'ячем (1961). Заслужений тренер Казахської РСР з хокею з м'ячем (1977).
З 1996 року на пенсії.
Помер 27 травня 2012 року в Алматі після тяжкої тривалої хвороби. Похований на Бурундайському цвинтарі Алмати.